# Ogilbyina salvati
Ogilbyina salvati är en fiskart som först beskrevs av Plessis och Fourmanoir, 1966.  Ogilbyina salvati ingår i släktet Ogilbyina och familjen Pseudochromidae. Inga underarter finns listade i Catalogue of Life.